# Néstor Renderos
Nestor Raul Renderos López (sinh ngày 10 tháng 9 năm 1988 ở San Salvador, El Salvador) là một cầu thủ bóng đá người El Salvador. Hiện tại anh thi đấu cho FAS ở Salvadoran Primera División.